# Thrybius ungulatus
Thrybius ungulatus là một loài tò vò trong họ Ichneumonidae.